# Башкирська хореографія
Хореографія башкирів — відноситься до найдавнішого виду мистецтва в Республіці Башкортостан.
Потреба в танці, виникла у башкир у  зв'язку з культурними традиціями. Зокрема проведенням весільних ритуалів (танці наречених, танець свекрухи, танець «Сибиртҡилау»). Відомо, що у народу існувало тотемічний культ птахів, що став основою для багатьох народних танців:
- танці «Кәкүк» — «Кукушка»,
- «Ҡара тауиҡ» — «Чорна курка»,
- «Аҡҡош» — «Лебідь»,
- «Ҡор уйини» — «глухарина гра»).                                                                                                                                                                                                        Відомо, що башкири звертались до танців перед полюванням, посівом та збиранням врожаю.[1]

## Народна хореографія
Танці народу Башкирії, супроводжуються різними елементами та атрибутами.Це і батоги, хустки, мотузки, та інше.)
Більшість цих атрибутів були символами родючості, достатку, сміливості та інше. 
Народні танці, виконувались під національні мелодії та пісні під супровід кураю, домри, або ж просто в супроводі голосу. 
Особливості башкирських мелодій: дві чотиритактні фрази з повтореннями, музичний розмір — 2/4. 

## Особливості хореографії
Як і більшість народних танців, хореографія башкирів моє свої особливості. У культурі танцю, існувало чітке розмежування чоловічої та жіночої хореографії. Чоловічі танці відрізнялись більш динамічними рухами, силою та чіткістю виконання. До видів чоловічої хореографії відносять: мисливські, військові, пастуші танці. Часто, під час танцю проводили імітацію полювання або боїв. не рідко під час виконання деяких рухів, чоловіки користувались додатковими атрибутами башкирського воїна: мечем, шаблею луком та стрілами.
Що стосуються жіночих танців, вони  обумовлені розподілом у культурі чоловічих і жіночих свят. Зрозуміло, що жіноча хореографія більш мелодійна та ніжна. Вона підкреслює значення та повагу до башкирської жінки, берегині родинного вогнища, головної господині оселі.
Часто, у народній хореографії народу Башкирії відображались стародавні вірування пращурів - танці на честь птахів, природи, танці шаманів, різні знахарські обряди.Цікавим є також обрядові танці, відлякування хвороб, які супроводжувались гучними ударами батога, металеві предмети та інше.
Як і у більшості народів, до  народних танців відноситься хоровод. Хороводний танок  у башкирів ділився на типи, в залежності, хто знаходиться у центрі кола. 
До найбільш відомих танців можна віднести весільні:
- «Аҙаҡҡы уйын» — "Останні ігри"
- «Оҙатыу уйыны» — "Прощальні ігри"
- «Йыуаса» — "Весільний гостинець"
- «Киленсәк» — "Невістка"
- «Һыу юлы» — "Дорога до вод",
- «Сыбыртҡылау» та інші.

## Професійна хореографія
Головним джерелом професійної хореографіях Башкортостану є Башкирський театр опери і балету в місті Уфі. Очолює театр народна артистка Росії та Башкортостану, лауреатка Державної премії ім. С.Юлаєва - Леонора Сафіївна Куватова.
Звичайно, професійна хореографія бере свій початок з народного танцю, саме тому у ній присутні елементи, які мають символічний характер.
У постановках Башкирського театру опери та балету широко використовується  симфонічний танець, який вперше був представлений в балеті "Журавлина пісня", де був використаний в вузлових моментах музичної драматургії (сцени солістів з журавлями, весільного обряду, фінальне адажіо; балетмейстер Н.А.Анісімова).
Н.Г. Сабітов - відіграв велику роль у розвитку симфонічного танцю.У його балетах музичне рішення образів полягало в динаміці спадів і наростань танцювальних сцен: "Гірський орел" (балетмейстер К.Д.Карпінська), "Гульназіра" (сцена пожежі, адажіо у в'язниці; балетмейстер С.В.Дречін), "Люблю тебе, життя "(адажіо в гаю, кордебалет берізок; балетмейстер Л.Е.Бородулін)," Країна Айгуль "(зустріч Зульхабіри з подругами; балетмейстер І.Х.Хабіров) і ін.
Зацікавленість  башкирським танцем зумовлена появою  професійного ансамблю танцю "Мирас", Театру танцю, танцювальних колективів Стерлитамакської філармонії (1996), Нефтекамськ філармонії, Сібайської філармонії (1998).

## Професійні хореографічні колективи
- Башкирський ансамбль народного танцю (1939р.).
- Театр танцю, м Стерлітамак (1991р.)
- Народний ансамбль танцю "Агідель" м Салават.
- Ансамбль танцю "Тангаур" (1998 р) Нефтекамськ[3]